# César de Bus
César de Bus (Cavaillon, 3 febbraio 1544 – Avignone, 15 aprile 1607) è stato un presbitero francese, fondatore della congregazione dei Preti della Dottrina Cristiana.
È stato beatificato da papa Paolo VI nel 1975 ed è stato proclamato santo da papa Francesco il 15 maggio 2022.

## Biografia
Settimo dei tredici figli di una nobile famiglia originaria di Como (Bussi), intraprese inizialmente la carriera militare, prendendo parte alle guerre di religione contro gli Ugonotti, ma poi venne ammesso alla corte di Parigi da Carlo IX.
Dopo la morte di un fratello, canonico del capitolo della collegiata di Salon-de-Provence, ottenne le sue prebende e iniziò a dedicarsi allo studio della teologia e della filosofia. Nel 1582 venne ordinato sacerdote.
Prete zelante e attivo nelle opere di carità nella comunità di L'Isle-sur-la-Sorgue, vi istituì nel 1592, con un cugino (G. B. Romillon), una congregazione di preti secolari dediti all'insegnamento della dottrina cristiana (i Dottrinari), che venne approvata da papa Clemente VIII nel 1597.
Morì il 15 aprile (giorno di Pasqua) del 1607 ad Avignone. È sepolto nella chiesa di Santa Maria in Monticelli a Roma, dove ha sede la curia generale della congregazione.

## Il culto
Dichiarato venerabile da papa Pio VII nel 1821, fu beatificato il 27 aprile 1975 da papa Paolo VI. Ai fini della beatificazione sono state considerate miracolose dalla Congregazione delle cause dei santi le guarigioni istantanee, perfette e durature, scientificamente inspiegabili, di Pasquale Favino (Ascoli Satriano), affetto da sindrome polmonare acuta unita a insufficienza cardio-respiratoria, e di Maria Bianco (San Damiano d'Asti), colpita da tumore della tiroide, avvenute rispettivamente nel 1911 e nel 1943 a seguito dell'intercessione del venerabile Padre Cèsar. La medaglia della beatificazione è stata eseguita dallo scultore Felice Mina.
Il 27 maggio 2020 papa Francesco ha autorizzato la pubblicazione del decreto riguardante un miracolo attribuito all'intercessione del beato; la canonizzazione è stata celebrata in piazza San Pietro il 15 maggio 2022 dallo stesso pontefice. Il miracolo preso in considerazione riguarda la guarigione rapida, completa e duratura, non spiegabile scientificamente, avvenuta nel 2016, di una giovane di Salerno affetta da meningite con emorragia cerebrale e idrocefalo acuto.
La memoria liturgica è fissata al 15 aprile.